# Place Raoul-Dautry
La place Raoul-Dautry est une place de l'est du 15e arrondissement de Paris.

## Situation et accès

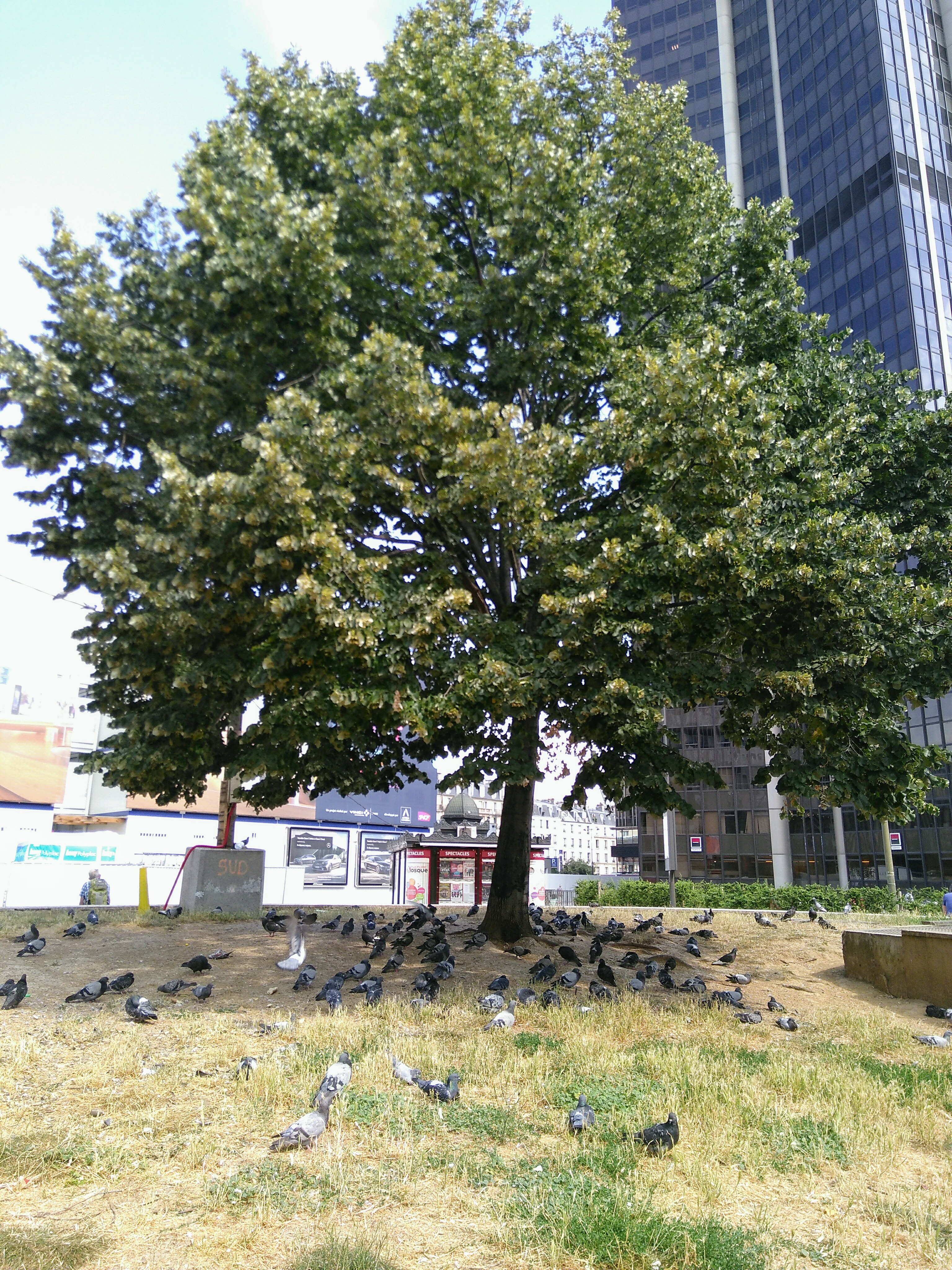
Pigeons sous un arbre.

Elle est située à la rencontre du côté impair du boulevard de Vaugirard avec le côté pair de l'avenue du Maine. La rue du Départ et la rue de l'Arrivée débouchent également sur cette place.
Cette place entièrement dallée se situe au pied de la tour Montparnasse au nord-ouest et devant l'entrée principale (porte Océane) de la gare de Paris-Montparnasse. À la base de la tour est implanté le centre commercial Montparnasse Rive Gauche qui incluait les Galeries Lafayette Montparnasse (fermées en 2019). 
La place est desservie par la station de métro Montparnasse - Bienvenüe.

## Origine du nom
Son nom lui vient de Raoul Dautry (1880-1951), un ingénieur ferroviaire ayant vécu au cours de la première moitié du XXe siècle et qui a occupé plusieurs postes ministériels avant et après la Seconde Guerre mondiale.

## Historique
Cette place a été créée en 1965 lors de la reconstruction de la gare de Paris-Montparnasse, dont l'édifice a été déplacé plus au sud.